# Естасион Колорада, Гха. Порсина лос Алазанес (Кулијакан)
Естасион Колорада, Гха. Порсина лос Алазанес (шп. Estación Colorada, Gja. Porcina los Alazanes) насеље је у Мексику у савезној држави Синалоа у општини Кулијакан. Насеље се налази на надморској висини од 20 м.

## Становништво
Према подацима из 2005. године у насељу је живело 5 становника.

### Хронологија
| Година       | 2000         | 2005 |
| ------------ | ------------ | ---- |
| Становништво | 43 (25 / 18) | 5    |

### Попис
| # | Индикатор                        | Вредност |
| - | -------------------------------- | -------- |
| 1 | Укупно појединачних домаћинстава | 1        |